# ألاستير إم. تايلور
ألاستير إم. تايلور هو جغرافي ومؤرخ كندي، ولد في 12 مارس 1915، وتوفي في 15 أكتوبر 2005.